# Trichozonium hirsutum
Trichozonium hirsutum är en mångfotingart som beskrevs av Karl Wilhelm Verhoeff 1935. Trichozonium hirsutum ingår i släktet Trichozonium och familjen Andrognathidae. Inga underarter finns listade i Catalogue of Life.